# Hồng học
Hồng học (chữ Hán giản thể: 红学, phồn thể: 紅學) là bộ môn khoa học chuyên nghiên cứu về Hồng lâu mộng, một trong tứ đại danh tác của văn học cổ điển Trung Quốc. Do Hồng lâu mộng có nhiều văn bản khác nhau, quan điểm của các nhà nghiên cứu về Hồng lâu mộng cũng khác nhau, nên Hồng học được chia làm nhiều phái như phái Phê bình văn học, phái Sách ẩn, phái Khảo chứng, phái Tự truyện...

## Lịch sử
Lịch sử Hồng học có thể chia làm hai thời kỳ: Cựu Hồng học và Tân Hồng học.

### Cựu Hồng học
Các lời bình trong Chi Nghiễn Trai trùng bình Thạch đầu ký các bản Giáp Tuất (Càn Long năm thứ 19, 1754), Kỷ Mão (Càn Long năm thứ 24), Canh Thìn (Càn Long năm thứ 25) viết ngay sau khi Tào Tuyết Cần còn sống, thậm chí có thể được ông tiếp thu phần nào, có lẽ là những tư liệu Hồng học sớm nhất. Hồng học thời kỳ này được gọi là Cựu Hồng học.
Cựu Hồng học có thể chia làm 3 trường phái:
- Phái thứ nhất cho rằng: Hồng lâu mộng hoàn toàn vì Thanh Thế Tổ và Đổng Ngạc Phi mà sáng tác, đồng thời đề cập đến các danh vương kỹ nữ đương thời, tiêu biểu cho phái này là Vương Mộng Nguyễn (với cuốn Hồng lâu mộng sách ẩn) và Thẩm Bình Am.
- Phái thứ hai cho rằng: Hồng lâu mộng là tiểu thuyết chính trị của triều đại Khang Hy nhà Thanh, tiêu biểu cho phái này là Sái Khiết Dân với tác phẩm Thạch đầu ký sách ẩn.
- Phái thứ ba cho rằng: những tình tiết trong Hồng lâu mộng đều là việc của Nạp Lan Thành Đức (sau đổi tên là Tính Đức, tự là Dung Nhược) con trai của tể tướng Minh Châu thời Khang Hy, tiêu biểu cho phái này là Trương Tường Hà.

Nhìn chung Cựu Hồng học cho rằng Hồng lâu mộng viết về những câu chuyện có thật về thời Mãn Thanh.

### Tân Hồng học
Sau phong trào Ngũ Tứ, các học giả như Thái Nguyên Bồi, Ngô Thế Xương, Du Bình Bá, Lý Huyền Bà, Cố Hiệt Cương, Chu Nhữ Xương, Ngô Ân Dụ, Lý Thìn Đông, Phan Trọng Quỳ và đặc biệt là nhà Hồng học Hồ Thích với tác phẩm Hồng lâu mộng khảo chứng năm 1921 đã chính thức khai sáng ra Tân Hồng học. Phái Tân Hồng học cho rằng Hồng lâu mộng là ghi chép việc thực của bản thân tác giả, Hồng học trở thành một ngành khoa học thật sự với phương pháp khoa học nghiêm túc, xuất phát từ việc khảo sát tác giả và tác phẩm văn học.
Sau khi nước Cộng hoà nhân dân Trung Hoa thành lập năm 1949, phong trào nghiên cứu Hồng lâu mộng lại nổi lên mạnh mẽ. Đặc biệt là vào năm 1954, từ một bức thư của Chủ tịch Mao Trạch Đông, đã bắt đầu một phong trào rộng lớn phê bình phương pháp nghiên cứu Hồng lâu mộng của nhà Hồng học Du Bình Bá. Mở đầu đợt phê bình này là hai sinh viên tốt nghiệp Đại học: Lý Hy Phàm và Lam Linh.
Phong trào nghiên cứu Hồng lâu mộng tạm thời lắng xuống trong Cách mạng văn hoá. Sau cải cách - mở cửa, phong trào nghiên cứu Hồng lâu mộng vẫn tiếp tục phát triển với sự ra đời của Sở nghiên cứu Hồng lâu mộng và hai tập san Hồng lâu mộng học san và Hồng lâu mộng nghiên cứu tập san. Hội thảo Hồng lâu mộng quy mô toàn Trung Hoa lần thứ nhất họp ở Cáp Nhĩ Tân mùa thu năm 1980 có hơn bảy chục bản tham luận. Tại hội thảo này cũng đã chính thức thành lập Hội Hồng lâu mộng học Trung Quốc. Sau đó năm 1981 ở Tế Nam, năm 1982 ở Thượng Hải, năm 1983 ở Nam Kinh, năm 1985 ở Quý Dương... đã lần lượt tổ chức các hội thảo và sinh hoạt hằng năm của Hội.
Phân hội Giang Tô đã xuất bản bộ Tư liệu tham khảo nghiên cứu Hồng lâu mộng, tháng 10 năm 1982 đã công bố Kết quả 10 năm gian khổ hiệu đính, chỉnh lý văn bản Hồng lâu mộng của Phan Trọng Quỳ, năm 1983 công bố Hồ sơ mới phát hiện về gia thế Tào Tuyết Cần. Du Bình Bá đã tập hợp các bản Chi Nghiễn Trai trùng bình Thạch đầu ký (các bản Giáp Tuất, Kỷ Mão, Canh Thìn...) với hơn 2000 lời bình thành tập tư liệu nghiên cứu Hồng lâu mộng
Hồng học ngày nay đã thành một ngành học vấn ở phạm vi quốc tế. Mùa xuân năm 1980, trường Đại học Wisconsin ở Mỹ đã đứng ra triệu tập Hội nghị nghiên cứu Hồng lâu mộng quốc tế. Tháng 6 năm 1986 Hội thảo Hồng lâu mộng quốc tế lần thứ hai họp tại Cáp Nhĩ Tân, Trung Quốc. Tại đây cũng đã diễn ra Liên hoan nghệ thuật Hồng lâu mộng.
Những năm gần đây các cuộc tranh luận về Hồng lâu mộng vẫn tiếp tục diễn ra gay gắt với ý kiến của nhà Hồng học Thổ Mặc Nhiệt cho rằng tác giả Hồng lâu mộng không phải là Tào Tuyết Cần. Giới điện ảnh Trung Quốc cũng đang tập trung làm phim Hồng lâu mộng phiên bản mới.

## Cơ sở nghiên cứu và hậu kỳ nghiên cứu
Theo như nhà Hồng học Lương Quy Trí nhận định thì Hồng học được chia làm hai bộ phận là Cơ sở nghiên cứu và Hậu kỳ nghiên cứu.
Cơ sở nghiên cứu bao gồm:
- Tào học: nghiên cứu lịch sử gia đình và cuộc đời của Tào Tuyết Cần, mối quan hệ giữa tiểu thuyết và gia đình họ Tào.
- Văn bản học: nghiên cứu các bản Chi Nghiễn Trai trùng bình Thạch đầu ký và bản Trình Cao, căn cứ vào các bản này cố gắng tiếp cận với bản gốc của tác phẩm.
- Chi học: nghiên cứu về Chi Nghiễn Trai. Do Chi Nghiễn Trai chủ nhân được khẳng định là thân hữu của Tào Tuyết Cần, nên thông qua các lời phê bình cũng như tình tiết trong 80 hồi Thạch đầu ký có thể khám phá cuộc đời thực của Tào Tuyết Cần.
- Thám dật học: căn cứ nội dung 80 hồi đầu, khảo sát nội dung 28 hồi sau (theo như Chu Nhữ Xương khảo chứng thì Hồng lâu mộng nguyên bản có 108 hồi).

Hậu kỳ nghiên cứu được phát triển dựa trên Cơ sở nghiên cứu, các tác phẩm nổi tiếng là Hồng lâu nghệ thuật và Hồng lâu dữ Trung Hoa văn hoá của Chu Nhữ Xương. Gần đây nhà Hồng học Lưu Tâm Vũ qua hơn 10 năm nghiên cứu đã đề xuất sáng lập Tần học (tức khoa học chuyên nghiên cứu về Tần Khả Khanh), dựa vào nhân vật Tần Khả Khanh để nghiên cứu Hồng lâu mộng.

## Các phái Hồng học
Đa số ý kiến chia Hồng học làm ba phái:
- Phái Văn học phê bình: Đại diện là Vương Quốc Duy. Vương Quốc Duy đã dựa vào tư tưởng triết học và mỹ học phương Tây của Arthur Schopenhauer để bình giá Hồng lâu mộng.
- Phái Sách ẩn: Đại diện là Sái Nguyên Bồi, chủ trương tác giả Hồng lâu mộng đã sử dụng chân sự ẩn khứ, giả ngữ thôn ngôn (che giấu sự thật và dùng lời nói thêu dệt quê mùa) để nói về các sự kiện diễn ra thời nhà Thanh.
- Phái Tự truyện: Đại diện là Hồ Thích, chủ trương Hồng lâu mộng là cuốn tự truyện của Tào Tuyết Cần, lấy chuyện hưng suy của nhà họ Tào làm bối cảnh.

Nhà Hồng học Lương Quy Trí thì chia Hồng học làm bốn phái:
- Phái Văn học phê bình của Vương Quốc Duy.
- Phái Sách ẩn của Sái Nguyên Bồi.
- Gần đây có Hoắc Quốc Linh, Hoắc Lực Quân và Hoắc Kỷ Bình biên soạn cuốn Hồng lâu giải mộng, trong đó nhận định Tào Tuyết Cần viết truyện về một người con gái mà ông yêu quý, sau đó người con gái này tiến cung hầu hạ Ung Chính hoàng hậu, hai người hợp tác với nhau mưu sát Ung Chính, sau đó chính quyền lại rơi vào tay Càn Long... Tuy nhiên đại đa số không tán thành quan điểm này.
- Phái Khảo chứng: đại diện là Hồ Thích, Du Bình Bá, trong đó có nhà Hồng học Chu Nhữ Xương là một học giả rất nổi tiếng với nhiều công trình nghiên cứu quy mô khai sáng ra Phái Văn hoá tư tưởng. Chu Nhữ Xương cho rằng nghiên cứu Hồng lâu mộng chính là chiếc chìa khoá khám phá văn hóa Trung Quốc.

Các phái Hồng học khác có thể kể đến là:
- Đậu Gia Đống cho rằng Hồng lâu mộng thể hiện văn hoá thời Thanh dưới chế độ bát kỳ (tám tầng lớp).
- Thổ Mặc Nhiệt cho rằng tác giả Hồng lâu mộng không phải là Tào Tuyết Cần mà là Hồng Thăng, nguyên mẫu của Đại Quan Viên chính là Tây Khê - quê cũ của Hồng Thăng ở Hàng Châu, nguyên mẫu của Kim Lăng thập nhị thoa chính là Tiêu Viên thư muội[3].

## Hồng học - Nghĩa hẹp và nghĩa rộng
- Nghĩa hẹp: bao gồm Tào học, Cần học, Văn bản học, Chi học, Thám dật học.
- Nghĩa rộng: bao gồm nghĩa hẹp và các nghiên cứu về Hồng lâu mộng (bối cảnh thời đại, tư tưởng, nghệ thuật, nhân vật...).

- Tào học: nghiên cứu gia thế Tào Tuyết Cần, gia phả của nhà họ Tào.
- Cần học: nghiên cứu thân thế, cuộc đời Tào Tuyết Cần.
- Văn bản học: nghiên cứu hệ thống văn bản Hồng lâu mộng, bao gồm các bản Chi Nghiễn Trai trùng bình Thạch đầu ký, bản Trình Cao và các bản quan hệ khác.
- Thám dật học: từ phần chính văn và lời phê trong 80 hồi đầu, khảo chứng nội dung trong 40 hồi sau.
- Chi học: nghiên cứu về Chi Nghiễn Trai chủ nhân cùng các lời phê trong Chi Nghiễn Trai trùng bình Thạch đầu ký.

## Các cuộc tranh luận về Hồng học
Theo tác giả Lưu Mộng Khê thống kê trong quyển Hồng lâu mộng dữ bách niên Trung Quốc thì trước sau có tổng cộng 17 cuộc luận chiến về Hồng lâu mộng, 10 công án, 4 câu đố chưa có lời giải và 3 tử kết.

### Mười bảy cuộc luận chiến
- 1. Hồ Thích và Sái Nguyên Bồi luận chiến
- 2. Vấn đề địa điềm của Hồng lâu mộng
- 3. Các nhân vật nữ trong Hồng lâu mộng có bó chân hay không?
- 4. Cuộc đại thảo luận năm 1954
- 5. Lý Hy Phàm và Hà Kỳ Phương bút chiến
- 6. Vấn đề Phân qua giả và Điểm tê kiều[4]
- 7. Tào Tuyết Cần mất vào năm nào?
- 8. Ngô Thế Xương và Y Đằng Sấu trang luận về Đường thôn tự văn
- 9. Vấn đề chân nguỵ của Phế Nghệ Trai tập cảo
- 10. Vấn đề tranh chân dung của Tào Tuyết Cần
- 11. Các bài thơ bị thất lạc của Tào Tuyết Cần
- 12. Tào Tuyết Cần có phải là tác giả thực sự của Hồng lâu mộng?
- 13. Vấn đề bình giá Hồng học trong 30 năm
- 14. Hồng học là gì?
- 15. Phan Trọng Quy và Từ Phục Quán bút chiến
- 16. Tranh luận về hai thế giới trong Hồng lâu mộng giữa Triệu Cương và Dư Thời Anh
- 17. Bút chiến giữa Đường Đức Cương và Hạ Chí Thanh

### Mười công án lớn
- 1. Tiết Bảo Thoa và Lâm Đại Ngọc ai hơn ai kém?
- 2. Vấn đề giá trị của 40 hồi tục biên Hồng lâu mộng?
- 3. Đi tìm phó sách và hựu phó sách
- 4. Hồng lâu mộng có chứa đựng tư tưởng phản Mãn Thanh hay không?
- 5. Vấn đề chân nguỵ của hai hồi 64 và 67
- 6. Ai là tác giả của phần "phàm lệ" trong bản Giáp Tuất?
- 7. Hệ thống văn bản Hồng lâu mộng
- 8. Tịch quán của Tào Tuyết Cần
- 9. Vấn đề kỳ tịch của nhà họ Tào
- 10. Vấn đề văn bản thất lạc

### Bốn câu đố
- 1. Lời phán về Giả Nguyên Xuân (ở hồi 5)
- 2. Khúc ca Hảo sự chung về Giả Nguyên Xuân (ở hồi 5)
- 3. Vì sao tác phẩm mang tên Hồng lâu mộng?
- 4. 20 câu thơ tuyệt cú trong Hồng lâu mộng

### Ba tử kết
- 1. Chi Nghiễn Trai là ai?
- 2. Cha Tào Tuyết Cần là ai?
- 3. Tác giả viết tiếp Hồng lâu mộng là ai?

## Tập san về Hồng học
Chuyên đăng tải các thông tin về nghiên cứu Hồng lâu mộng có 2 tạp chí lớn:
- Hồng lâu mộng nghiên cứu tập san do Sở Nghiên cứu Văn học thuộc Viện Khoa học Xã hội Trung Quốc chủ trì, xuất bản tổng cộng 15 tập
- Hồng lâu mộng học san ra đời năm 1979 do ba nhà Hồng học nổi tiếng là Vương Triều Văn, Phùng Kỷ Dung và Lý Hy Phàm chủ biên, trong năm xuất bản 1 - 2 kỳ, sau đó mỗi năm xuất bản 4 kỳ. Từ năm 2005 trở thành song nguyệt san.

## Các chuyên gia Hồng học
- Hồ Thích là người sáng lập ra Tân Hồng học
- Vương Quốc Duy
- Lỗ Tấn
- Vương Bá Hàng
- Du Bình Bá
- Phùng Kỳ Dung
- Sái Nghĩa Giang
- Lâm Quán Phu là chuyên gia văn bản học
- Chu Đạm Văn
- Vương Côn Luân là nhà bình luận nhân vật
- Ngô Ân Dụ là chuyên gia Cần học
- Chu Nhữ Xương là chuyên gia Tào học
- Lương Quy Trí
- Lã Khải Tường là nhà bình luận nghệ thuật
- Mai Tiết
- Lưu Tâm Vũ là tác gia, đại biểu mới của phái Sách ẩn, người đề xướng Tần Khả Khanh học
- Chu Nam Tiễn
- Trương Thạc Nhân
- Cao Dương
- Ngô Khắc Kỳ
- Lâm Tịch
- Sái Nguyên Bồi

## Các tác phẩm Hồng học
- Hồ Thích, Hồng lâu mộng khảo chứng
- Vương Bá Hàng, Vương Bá Hàng Hồng lâu mộng phê ngữ vị lục (Triệu Quốc Chương và Đàm Phượng Lương chỉnh lý)
- Du Bình Bá, Du Bình Bá thuyết Hồng lâu mộng
- Vương Côn Luân, Hồng lâu mộng nhân vật luận
- Chu Nhữ Xương, Hồng lâu mộng tân chứng, Hồng lâu nghệ thuật, Hồng lâu mộng dữ Trung Quốc văn hoá, Hồng lâu tiểu giảng, Hồng lâu chân mộng, Hồng lâu đích chân cố sự
- Sái Nghĩa Giang, Hồng lâu mộng thi từ khúc phú giám thưởng, Hồng lâu mộng thị chẩm dạng tả thành đích
- Thư Vu, Thuyết mộng lục
- Lương Quy Trí, Bị mê thất đích thế giới - Hồng lâu mộng dật thoại
- Vương Mông, Hồng lâu khởi thị lục
- Chu Đạm Văn, Hồng lâu mộng luận nguyên
- Lâm Quán Phu, Hồng lâu mộng tung hoành đàm
- Tôn Ngọc Minh, Hồng học. 1954
- Dư Anh Thời, Hồng lâu mộng đích lưỡng cá thế giới
- Lưu Mộng Khê, Hồng lâu mộng dữ bách niên Trung Quốc
- Trương Ái Linh, Hồng lâu mộng yểm
- Lưu Tâm Vũ, Hồng lâu giải mộng, Hồng lâu vọng nguyệt, Lưu Tâm Vũ yết bí Hồng lâu mộng bộ 1 - 4
- Ngô Khắc Kỳ, Khuyển oa đàm Hồng